# Johannes Peter Mehltretter
Johannes Peter Mehltretter (* 7. April 1934 in Freiburg im Breisgau; † 17. August 1982) war ein deutscher Physiker und Astronom.
Er wurde als Sohn eines Studienassessors geboren und nach Schulbesuchen in Freiburg, Gaggenau und Heidelberg legte er 1954 in Freiburg das Abitur ab. Danach folgte ein Studium der Physik und Astronomie in Freiburg und Heidelberg, welches er 1962 in Heidelberg mit der Promotion bei Hans Kienle abschloss.
Im gleichen Jahr kam er zum Fraunhofer-Institut in Freiburg, dem heutigen Kiepenheuer-Institut für Sonnenphysik, wo ihm die technisch-wissenschaftliche Leitung des von Karl-Otto Kiepenheuer angestoßenen Projekts Spektrostratoskop übertragen wurde. Der Flug des ballongetragenen Teleskops erfolgte dann 1975. Daneben schuf er auch Vakuum-Test-Teleskope und leitete das Projekt für die Errichtung des Turmteleskops am Teide-Observatorium. Außerdem arbeitete er an der Planung des Large European Solar Telescope mit und verbrachte ein Jahr am Sacramento Peak Observatory, wo er am Thema Sonnengranulation zu arbeiten begann.
Mehltretter war verheiratet und hatte zwei Söhne.
Nach ihm ist der Asteroid (1968) Mehltretter benannt.

## Werke
- mit Wolfgang Mattig und Alvo von Alvensleben: Projekt Spektrostratoskop : Sonnenforschung mit Stratosphärenballons. Bundesministerium für Forschung u. Technologie, Fachinformationszentrum Energie, Physik, Mathematik, Eggenstein-Leopoldshafen 1978.